# Palau Querini Papozze
El Palau Querini Papozze és un edifici de Venècia situat al barri de Cannaregio i amb vistes al Gran Canal entre el Palau Correr Contarini Zorzi i el Palazzo Emo a San Leonardo.

## Història
Construït per a la família Querini, que en va mantenir la propietat fins al segle XIX, ara està dividida en apartaments. Originalment construït en estil romà d'Orient segons l'estil del magatzem, va ser reestructurat durant els períodes gòtic i renaixentista, només per ser parcialment destruït per un incendi el 21 d'octubre de 1815. Després d'aquest esdeveniment, se'n va construir un segon, distant de les formes de l'anterior. 

## Arquitectura
Caracteritzat per una façana blanca molt gran però senzilla i funcional, aquest edifici es distingeix per una successió de senzilles obertures rectangulars i un gran jardí posterior. La façana principal, de molt poc valor arquitectònic dins del complex i amb vistes al Gran Canal, està vorejat per una fundació privada: va ser construïda després de l'incendi de 1815, diferenciant-se per la seva estructura repetitiva de totes les altres. Té quaranta-tres finestres i tres portes. De l'antic edifici només en queda un pou al pati i un pòrtic que dona a la part posterior. L'escut dels Querini a la façana és una còpia moderna. El gran jardí posterior presenta, entre les seves peculiaritats, un petit pont construït durant el segle XIX en un estil ric en referències al gust xinès, d'acord amb la moda de l'època.